# Саидов, Ренат Маликович
Ренат Маликович Саидов (род. 27 сентября 1988, Ставрополь, СССР) — российский дзюдоист, победитель этапов Кубка мира, призёр чемпионатов мира и Европы Выступает в категории свыше 100 кг. Заслуженный мастер спорта России.

## Биография
Ренат родился в Ставрополе. Родом из Магарамкентского района Дагестана. По национальности лезгин. Мать Рената Саидова абазинка. Ренат вырос в абазинском ауле Псыж. Его семья и сейчас проживает там.

## Спортивная карьера
В Черкесске начал заниматься дзюдо. Первый тренер — Вячеслав Иванович Пчелкин. Ныне тренируется у Александра Миллера. Ренат Саидов — мастер спорта России международного класса. Выступает в клубе «Явара-Нева».

### Чемпионат мира-2014
На чемпионате мира 2014 в Челябинске проиграл только одну схватку (с Тедди Ринером). В схватке за третье место победил вчистую бразильца Давида Моуру.

## Достижения
- Золото Гран-при Гаваны по дзюдо 2016
- Бронза первых Европейских игр в Баку 2015
- Золото большого шлема Токио по Дзюдо  2014
- Бронза чемпионата мира по дзюдо 2014[6][7].
- золото чемпионата Европы среди полицейских 2019
- золото чемпионата России среди мужчин 2012 Кемерово
- Золото Открытого Кубка Азии по дзюдо 2014
- Бронза большого шлема Париж по дзюдо 2014
- Золото Гран-при Гаваны по дзюдо 2014[8].
- Серебро чемпионате Европы 2014 по дзюдо в командном турнире[9].
- Бронза турнира из серии «Большого шлема» (2014)[10].
- Бронза Всемирных игр боевых искусств 2013[11]
- Бронза Турнир Мастерс Тюмень по дзюдо 2013
- Серебро гран-при Майами по дзюдо 2012
- Серебро Универсиады-2011.
- Бронза Универсиады-2013.
- Обладатель Кубка Мира.

За период с 2009 по 2016 годы Ренат стал обладателем 37 медалей различного достоинства на международных турнирах и соревнованиях: 11 золотых медалей, 13 серебряных медалей, 13 бронзовых медалей (http://www.judoinside.com/judoka/view/57750/judo-results).